# Камчатский медицинский колледж
Камчатский медицинский колледж — Камчатское  медицинское образовательное учреждение среднего образования. Полное наименование — Государственное бюджетное образовательное учреждение среднего профессионального образования «Камчатский медицинский колледж».

## История
Колледж основан в 1936 году, как фельдшерско-акушерская школа. Обучение велось по трём специальностям: «Фельдшер-акушер», «Акушер», «Медицинская сестра» "Медицинская сестра дошкольного учреждения".
Первым директором фельдшерско-акушерской школы, получившей в 1954 году статус медицинского училища, была врач-педиатр Анна Верцинская. За 36 лет её руководства училище стало учебным заведением, которое по качеству подготовки специалистов ничуть не уступало другим медицинским училищам страны.
В 1962 года колледж переехал в здание по улице Ленинградская, 102. С 1998 года училищем руководит Гагиева Лариса Генаевна. Под её руководством учебное заведение успешно внедряло Государственные образовательные стандарты первого и второго поколения, дважды прошло государственную аттестацию и аккредитацию, а в 2007 году получило статус колледжа. В последние годы существенно расширился спектр специальностей, по которым ведётся обучение и повышение квалификации средних медицинских работников.
В 2010 году открылся филиал Камчатского медицинского колледжа в городском округе «поселок Палана».

## Специальности
060109 «Сестринское дело» (на базе 9, 11 классов — базовый уровень)
060109 «Сестринское дело» (на базе 11 классов — повышенный уровень)
060101 «Лечебное дело» (на базе 11 классов — повышенный уровень)
060110 «Лабораторная диагностика» (на базе 11 классов — базовый уровень)
060108 «Фармация» (на базе 11 классов)
060102 «Акушерское дело» (на базе 9, 11 классов)
«Стоматология профилактическая» (на базе 11 классов)
«Гигиенист стоматологический» (на базе 11 классов)
Последипломное дополнительное образование:
060110 «Лабораторная диагностика» (на базе медицинского СПО, квалификация «медицинский лабораторный техник»)
060110 «Лабораторная диагностика» (на базе медицинского СПО, квалификация «медицинский технолог»)
060101 «Лечебное дело» (на базе медицинского СПО, квалификация «фельдшер с углубленной подготовкой»)
060109 «Сестринское дело» (на базе медицинского СПО, квалификация «медсестра(брат) с углубленной подготовкой»)
060102 «Акушерское дело» (на базе медицинского СПО, квалификация «акушер(ка) с углубленной подготовкой»)

## Директора
- 1999—2017 — Гагиева Лариса Генаевна
- 2017—н.в. —  Пляскина Ирина Валентиновна